# Daumling-sarlósfecske
A Daumling-sarlósfecske (Tachornis furcata) a madarak (Aves) osztályának sarlósfecske-alakúak (Apodiformes) rendjébe, ezen belül a  sarlósfecskefélék (Apodidae) családjába tartozó faj.

## Rendszerezése
A fajt George Miksch Sutton amerikai ornitológus írta le 1928-ban, a Micropanyptila nembe Micropanyptila furcata néven.

## Alfajai
- Tachornis furcata furcata (Sutton, 1928)
- Tachornis furcata nigrodorsalis (Aveledo & Pons, 1952)[2]

## Előfordulása
Dél-Amerika északi részén, Kolumbia és Venezuela területén honos. Természetes élőhelyei szubtrópusi és trópusi síkvidéki esőerdők és másodlagos erdők. Állandó, nem vonuló faj.

## Megjelenése
Testhossza 10 centiméter.

## Természetvédelmi helyzete
Az elterjedési területe kicsi, egyedszáma pedig csökken, de még nem éri el a kritikus szintet. A Természetvédelmi Világszövetség Vörös listáján nem fenyegetett fajként szerepel.